# Leptostylus dealbatus
Leptostylus dealbatus es una especie de escarabajo longicornio del género Leptostylus, categorizada en la tribu Acanthocinini, de la subfamilia Lamiinae. Fue descrita por Jacquelin du Val en 1857.

## Descripción
Mide 7-12 mm de longitud.

## Distribución
Se distribuye por Cuba e islas Caimán.